# منطقه لامبایکه
منطقه لامبایکه (به اسپانیایی: Lambayeque Region) یک منطقه در پرو است.
مساحت این منطقه  ۱۴۲۳۱٫۳ کیلومتر مربع و جمعیت آن ۱۰۹۱۵۳۵ نفر است.